# Net5
NET 5 ist ein niederländischer Privatsender. Er ist Teil der SBS Broadcasting Group und richtet sich vor allem an ein junges, weibliches Publikum.
Am 1. März 1999 startete NET 5 als Schwestersender von SBS 6; es sollte eine kommerzielle Version des niederländischen, öffentlich-rechtlichen Fernsehens werden. NET 5 zeigt sowohl internationale Serien als auch heimische Eigenproduktionen.
Der Fernsehsender gehörte bis zum 28. Juli 2011 zur Sendergruppe der ProSiebenSat.1 Media AG. Vom 29. Juli 2011 bis 19. Juli 2017 war er in den Händen von Sanoma Media (67 %) und Talpa Media (33 %). Seit dem 19. Juli 2017 ist NET 5 über SBS Broadcasting komplett in den Händen von Talpa Media.

## Senderlogos

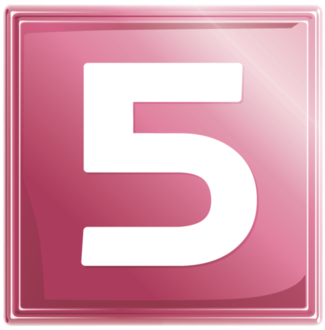
Vom 1. September 2012 bis 2015
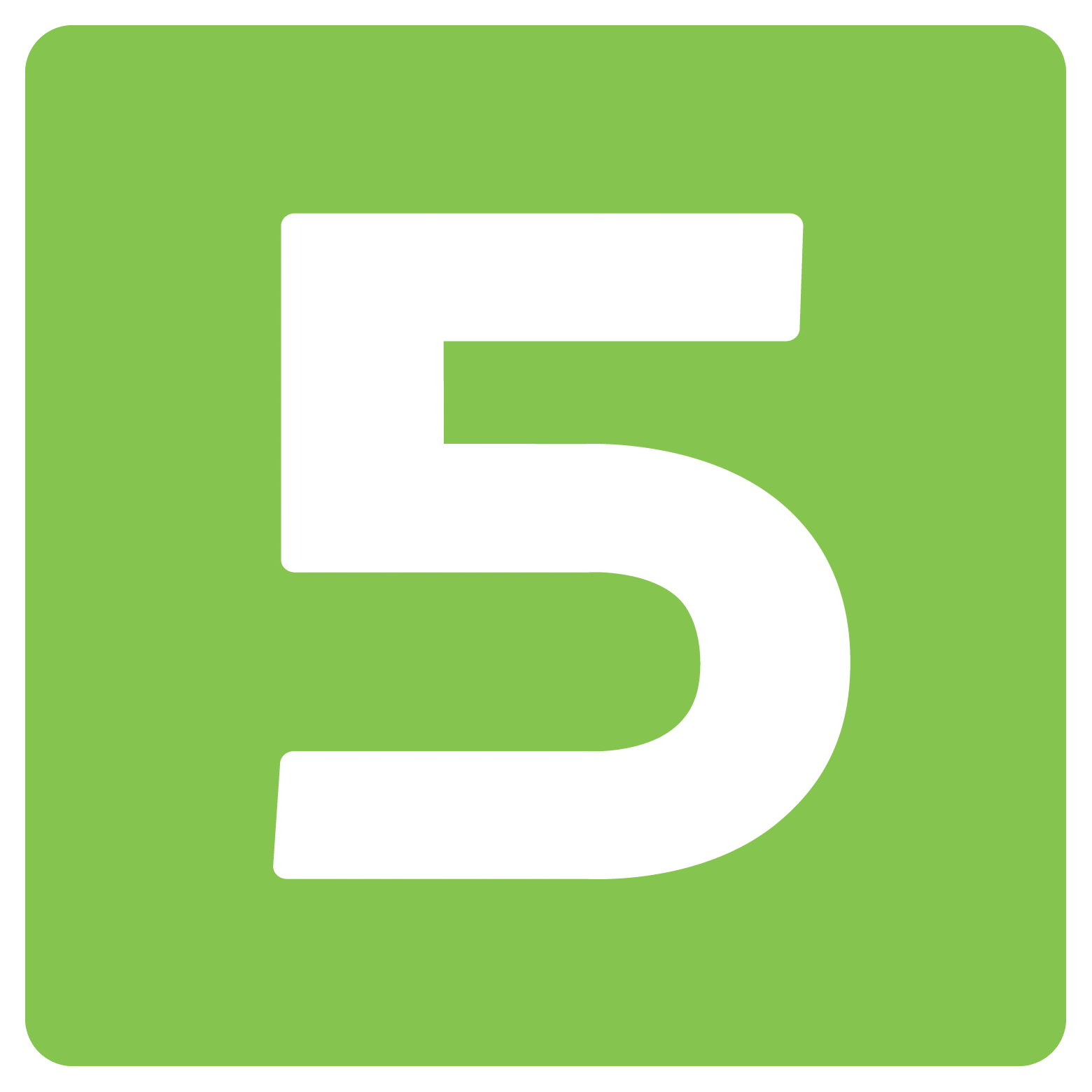
Von 2015 bis 25. September 2019
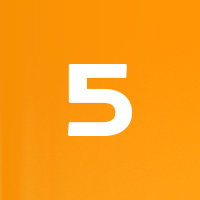
Von 2015 bis 25. September 2019
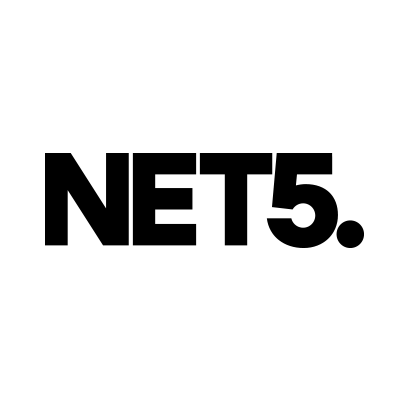
Vom 25. September 2019 bis 31. Juli 2023
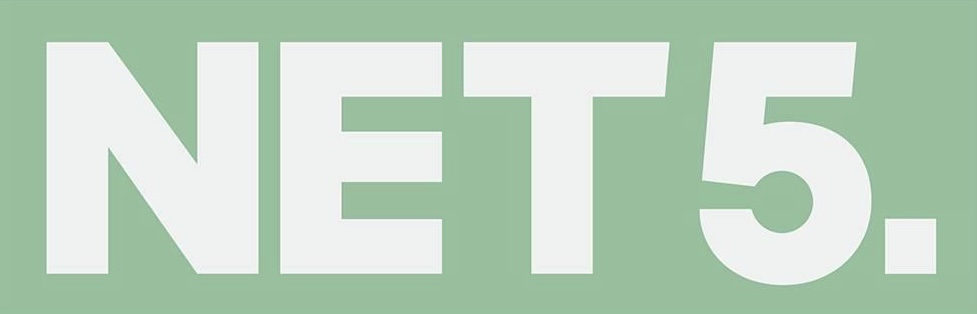
Seit 1. August 2023